# Ilir Azemi
Ilir Azemi (Pristina, 21 febbraio 1992) è un ex calciatore kosovaro, di ruolo attaccante.

## Biografia
Nato a Pristina, nell'allora provincia autonoma jugoslava del Kosovo, crebbe in Germania. Il 7 agosto 2014 ebbe un grave incidente stradale che lo costrinse a fermare l'attività calcistica per un anno.

## Carriera

### Club
Nella stagione 2012-2013 ha giocato 21 partite e segnando anche un gol in Bundesliga con la maglia del Greuther Fürth.

### Nazionale
Il 5 marzo 2014 prende parte alla gara d'esordio internazionale della nazionale kosovara, giocando la partita pareggiata per 0-0 contro Haiti.

## Statistiche

### Presenze e reti nei club
Statistiche aggiornate al 18 maggio 2014.
| Stagione                 | Squadra                  | Campionato               | Campionato | Campionato | Coppe nazionali | Coppe nazionali | Coppe nazionali | Coppe continentali | Coppe continentali | Coppe continentali | Altre coppe | Altre coppe | Altre coppe | Totale | Totale |
| Stagione                 | Squadra                  | Comp                     | Pres       | Reti       | Comp            | Pres            | Reti            | Comp               | Pres               | Reti               | Comp        | Pres        | Reti        | Pres   | Reti   |
| ------------------------ | ------------------------ | ------------------------ | ---------- | ---------- | --------------- | --------------- | --------------- | ------------------ | ------------------ | ------------------ | ----------- | ----------- | ----------- | ------ | ------ |
| 2009-2010                | Greuther Fürth II        | RLS                      | 2          | 0          | -               | -               | -               | -                  | -                  | -                  | -           | -           | -           | 2      | 0      |
| 2010-2011                | Greuther Fürth II        | RLS                      | 5          | 0          | -               | -               | -               | -                  | -                  | -                  | -           | -           | -           | 5      | 0      |
| 2011-2012                | Greuther Fürth II        | RLS                      | 34         | 15         | -               | -               | -               | -                  | -                  | -                  | -           | -           | -           | 34     | 15     |
| lug.-nov. 2012           | Greuther Fürth II        | RLS                      | 8          | 5          | -               | -               | -               | -                  | -                  | -                  | -           | -           | -           | 8      | 5      |
| Totale Greuther Fürth II | Totale Greuther Fürth II | Totale Greuther Fürth II | 49         | 20         |                 | 0               | 0               |                    |                    |                    |             |             |             | 49     | 20     |
| nov. 2012-giu. 2013      | Greuther Fürth           | BL                       | 21         | 1          | CG              | 0               | 0               | -                  | -                  | -                  | -           | -           | -           | 21     | 1      |
| 2013-2014                | Greuther Fürth           | ZL                       | 28+2       | 14         | CG              | 2               | 0               | -                  | -                  | -                  | -           | -           | -           | 32     | 14     |
| 2014-2015                | Greuther Fürth           | ZL                       | 0          | 0          | CG              | 0               | 0               | -                  | -                  | -                  | -           | -           | -           | 0      | 0      |
| 2015-2016                | Greuther Fürth           | ZL                       | 0          | 0          | CG              | 0               | 0               | -                  | -                  | -                  | -           | -           | -           | 0      | 0      |
| Totale Greuther Fürth    | Totale Greuther Fürth    | Totale Greuther Fürth    | 49+2       | 15         |                 | 2               | 0               |                    |                    |                    |             |             |             | 53     | 15     |
| Totale carriera          | Totale carriera          | Totale carriera          | 98+2       | 35         |                 | 2               | 0               |                    |                    |                    |             |             |             | 102    | 35     |